# Sociología analítica

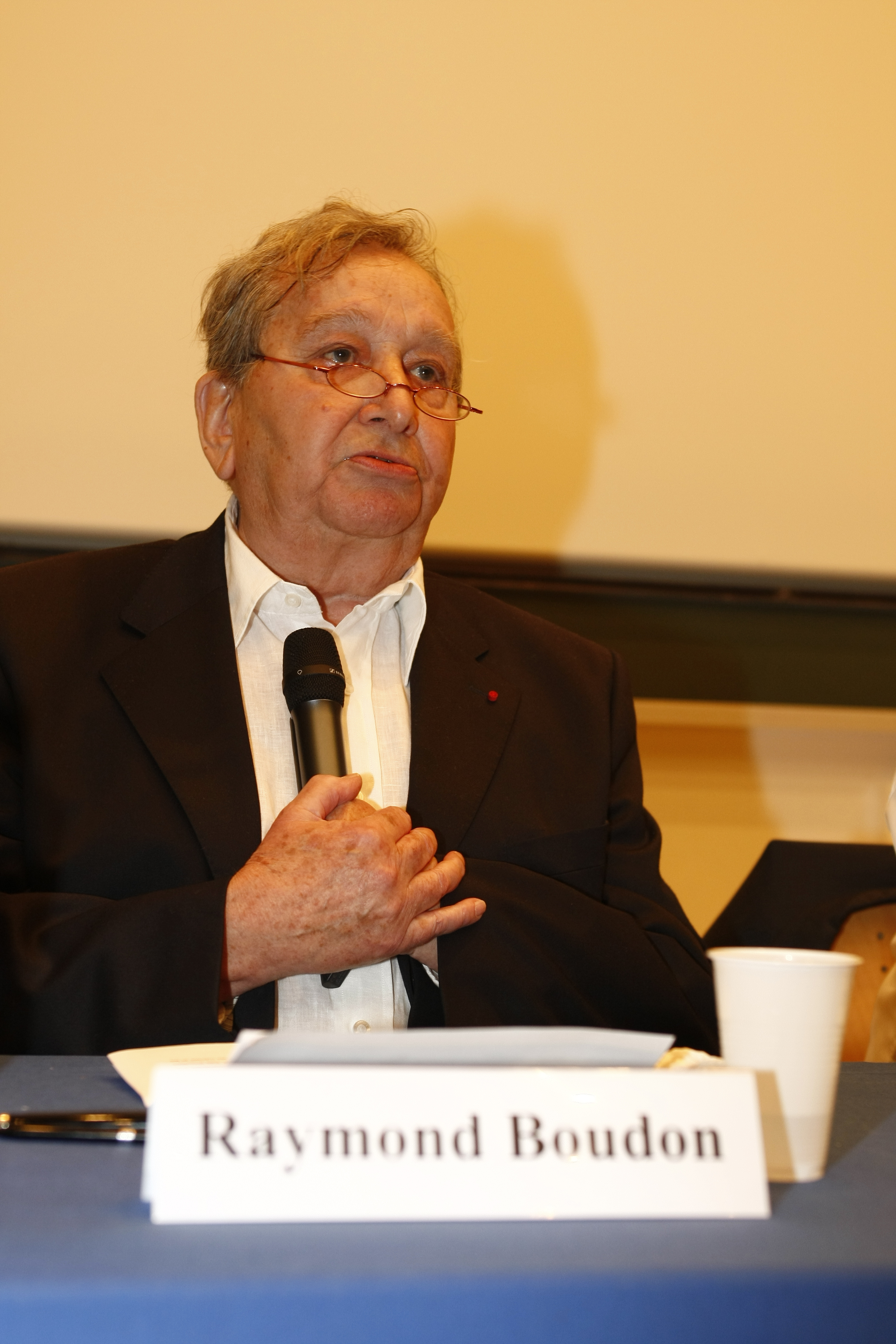
Raymond Boudon, uno de los pioneros de la sociología analítica.

La sociología analítica se ocupa de explicar hechos sociales importantes ―tales como la estructura de las redes sociales, los patrones de segregación residencial, las creencias típicas, los gustos culturales, las maneras de actuar comunes, etc.― detallando de forma clara y precisa los mecanismos a través de los cuales los hechos sociales considerados se producen, en vez de intentar dar cuenta de ellos meramente relacionándolos a otros hechos sociales a nivel macro. Estos mecanismos refieren invariablemente a las acciones de los individuos y las relaciones que vinculan a los distintos agentes, supuesto contenido en individualismo estructural, una doctrina metodológica que sostiene que los hechos sociales deben ser explicados como repercusiones intencionales o no intencionales de las acciones de los individuos. El individualismo estructural difiere del individualismo metodológico tradicional en que atribuye a su vez una importancia explicativa sustancial a las estructuras sociales en las que los individuos se hallan insertos.
Aunque la sociología es en la actualidad una disciplina bien establecida, se le ha criticado el hecho de que su capacidad explicativa no esté a la altura de la de otras disciplinas como la psicología social o la economía. Peter Hedström denomina sociología analítica a aquel enfoque que abre un sendero entre el empirismo ecléctico de la sociología basada en variables y los escritos a menudo vacíos de los “grandes” teóricos sociales. La sociología analítica busca explicar procesos sociales complejos fragmentándolos cuidadosamente y enfocándose luego en sus principales elementos constitutivos. El enfoque se centra en preocupaciones sociológicas tradicionales, pero intenta construir explicaciones precisas, abstractas, realistas y basadas en la acción para varios fenómenos sociales. La principal característica de la sociología analítica consiste en la defensa de un razonamiento explícitamente estructurado en términos de modelos teóricos (abstracciones realistas capaces de comprender las fuerzas generativas del fenómeno estudiado y de explicarlo satisfactoriamente). Los modelos realistas utilizados en la sociología analítica deben estar abiertos a la prueba empírica, facilitando así la integración entre la producción de la teoría y la investigación empírica.
La sociología analítica abraza la concepción de la teoría sociológica como una “caja de herramientas” de mecanismos semigenerales. El enfoque se encuentra, pues, firmemente anclado en la tradición mertoniana, cuyo núcleo reside en el énfasis sobre la importancia de las semigenerales teorías de alcance intermedio y sobre el escepticismo respecto de la idea de teoría sociológica general. La sociología analítica y la sociología de alcance intermedio comparten las ideas de que las teorías deben ser ante todo instrumentos que ayuden a explicar ―en vez de construcciones conceptuales, cosmovisiones o juicios éticos― y de que la interacción entre la teoría y la investigación empírica debe estar siempre ubicada en el propio corazón del trabajo científico. En la década de 1970, la así llamada crisis de los paradigmas deterministas concentró la atención en la búsqueda de los “microcimientos” de la explicación sociológica. En este contexto, los trabajos de James Samuel Coleman, Raymond Boudon y Jon Elster fueron de vital importancia para el establecimiento de los principios básicos de la explicación sociológica basada en mecanismos.

## Objetivos de la sociología analítica
Se dice que la sociología tiene objetivos cognitivos o científicos (explicar fenómenos), descriptivos (proporcionar información sobre los fenómenos para propósitos de políticas), expresivos (incitar emociones en el lector) y críticos (alcanzar la emancipación del hombre). En la sociología analítica, se aprecia la coexistencia de metas cognitivas y descriptivas, prestándose menos atención a los objetivos expresivos y críticos. El juego recíproco de descripción y explicación tiene algunas consecuencias positivas para el desarrollo del conocimiento. John Goldthorpe argumenta que el progreso científico a menudo procede de buenas descripciones que destacan fenómenos nuevos y no intuitivos, los que requieren la formulación de nuevos conceptos y teorías a fin de ser explicados. Aquí Goldthorpe se basó en Robert K. Merton, quien sostenía que antes de interpretar o explicar un fenómeno era necesario establecer su existencia y el hecho de que mostrara una regularidad suficiente para requerir y permitir una explicación.
Así, antes de explicar un fenómeno, es necesario proporcionar una buena descripción de este, asegurándonos de su estabilidad espacio-temporal, de su naturaleza no espuria y de que no es resultado de errores en los protocolos de observación. De otro modo, uno correría el riesgo de “explicar” hechos inexistentes y, según Merton, la investigación basada en hechos inexistentes conduce a falsos problemas. Goldthorpe afirma que las descripciones son buenas en tanto enfoquen la atención en fenómenos que no son evidentes por si mismos en la vida cotidiana y cuya explicación requiere la introducción de mecanismos de generación plausibles. Por ejemplo, la recolección sistemática de datos censales ha hecho posible revelar configuraciones de fenómenos sociales anteriormente desconocidas y no intuitivas: nuevos instrumentos de observación conducen así a nuevos conocimientos.

## Relación con otras tendencias sociológicas
La sociología analítica establece claros límites con la así llamada “teoría social”. Según Axel van den Berg, parecería que cada vez más lo que se entiende por “teoría sociológica” se involucra con asuntos de la epistemología, ontología y filosofía de la ciencia, a expensas del asunto más “mundano” de la teorización sobre el mundo social. En otras palabras, y de acuerdo a la perspectiva de Barbera, la teoría social contemporánea ha abandonado explícita y conscientemente el objetivo de la explicación, debilitándose así la integración entre teoría e investigación empírica hasta un punto inaceptable. Según sus partidarios más prominentes, la teoría social está realmente concentrada en el “discurso” más que en la explicación y debería enfocarse en los metacriterios de la verdad de las teorías ―en vez de en su capacidad explicativa concreta― a fin de conceptualizar la naturaleza de la actividad social, en lugar de su explicación. Estas características son el resultado de un objetivo común a los teóricos sociales contemporáneos: la búsqueda de la “Gran Síntesis”. Esto produce, afirma Barbera, estructuras teóricas imponentes, tan atestadas de neologismos y circunloquios como para hacer necesario el uso de glosarios especiales. A menudo conduce a la creación de instrumentos teóricos tan complicados que impiden el análisis empírico o que lo permiten solo de una manera indirecta e improvisada.
Muchas teorías sociales contemporáneas han intentado ir más allá del intento de Talcott Parsons de lograr tal síntesis pero, irónicamente, las grandes estructuras conceptuales que se produjeron no parecen ser tan diferentes de la armazón del estructural-funcionalismo estadounidense. La teoría social contemporánea se ha involucrado con objetivos demasiado ambiciosos, tales como trascender los límites entre objetivismo y subjetivismo, clarificar la relación entre acción y estructura y superar el carácter unidimensional de las teorías parciales. Barbera argumenta que es difícil de creer que sea responsabilidad de los sociólogos proporcionar una solución teórica a los dualismos y antinomias que han signado el pensamiento occidental desde sus orígenes. Una consecuencia lógica de esto es que el impacto de la teoría social sobre la investigación empírica ha sido muy limitado.
La diferencia que separa la sociología analítica de la teoría posmoderna también es clara. Las principales críticas pueden ser resumidas en la idea de que el ala radical de la  teoría po-moderna declarado la imposibilidad de la sociología como ciencia social, en favor de una visión exclusivamente crítica de la disciplina, no dejando espacio para otros enfoques. Por otro lado, cabe destacar que las réplicas de la sociología analítica a las limitaciones de las tendencias teóricas más importantes en la sociología contemporánea no consisten simplemente en apasionadas referencias a la importancia de la investigación empírica. Barbera considera al empirismo ciego como una reacción desordenada a la teorización abstracta que no sería menos absurda.

## Relación con la investigación empírica
Desde la perspectiva de los mecanismos sociales, la “sociología de variables” se involucra con las consecuencias macro-sociales de fenómenos interesantes, pero no con los procesos que las causan. Esto significa que desde un punto de vista explicativo se trata de un análisis de “caja negra” que necesita ser completado con hipótesis y pruebas empíricas relacionadas con los mecanismos que producen la relación estadística observada. Tanto Coleman como Boudon señalaron que los modelos basados en variables no explican la relación examinada, sino que simplemente la resumen de una manera clara. La explicación de la relación solo se alcanza a través de una teoría o modelo del que la estructura empírica observada sería una consecuencia.
En el análisis cuantitativo estándar, no existe un esfuerzo sistemático por mostrar cómo la relación entre variables es producida por mecanismos sociales precisos. Por otro lado, la especificación de los mecanismos es una ventaja particular de los modelos teóricos que presentan una estructura analítica que posibilita la deducción de la forma general de las relaciones que necesitará ser estimada o verificada empíricamente. Esta postura sostiene que difícilmente uno pueda explicar un fenómeno macro-social sin hipótesis, modelos e información sobre los procesos que han producido la asociación empírica observada. En otras palabras, la sociología analítica sugiere que la investigación cuantitativa podría hacerse más efectiva si se concentrara en el análisis del proceso causal en vez de exclusivamente en los efectos causales. Esto implica generar y probar modelos teóricos que representen procesos sustantivos capaces de originar el fenómeno observado.
Se dice que en la sociología de variables el rol de la teoría se limita a especificar qué variables se introducirán en la ecuación y cómo se conectan entre sí. Por el contrario, en la explicación basada en mecanismos la capacidad explicativa de los modelos se incrementa en la medida en que uno represente y pruebe los procesos sustantivos teóricamente capaces de producir el fenómeno del modo en que los datos lo describen de manera concisa. Los modelos matemáticos o de simulación, que actúan como un “puente” entre la teoría sociológica y la investigación empírica, persiguen este objetivo.

## Crítica al positivismo y propuesta mecanicista
A pesar de la heterogeneidad en el debate de la explicación basada en mecanismos sociales, todas las interpretaciones concuerdan en un punto: el mayor obstáculo para la perspectiva de los mecanismos generativos ha sido la influencia del concepto positivista de explicación. M. Cherkaoui resume esta influencia en cuatro puntos: 
- Primero, la ausencia de referencias explícitas a procesos y dimensiones no observables (deseos, creencias, razones, intenciones, etc.);
- Segundo, la tendencia a explicar a través de leyes o regularidades nomológicas;
- Tercero, el rechazo a la búsqueda de causas o mecanismos generativos de fenómenos sociales ―acusados de contener veleidades metafísicas― en favor de una visión de la ciencia como un análisis empírico de relaciones funcionales entre variables;
- Cuarto, la convicción de que el fin último de la ciencia es la acción reformatoria y que solo el conocimiento predictivo ―más que la explicación― puede permitir la intervención del hombre en la sociedad.[12]

Desde una perspectiva positivista, explicar implica encontrar las leyes que regulan las relaciones funcionales entre fenómenos, derivándolas de otras leyes más generales.
Por el contrario, la perspectiva de los mecanismos sociales atribuye un rol especial a la explicación en desmedro de la predicción y una misión central a la idea de causalidad generativa: en otras palabras, a los procesos causales, sean observables o no, los cuales explican cómo y por qué cierto fenómeno se generó. Puede decirse que un mecanismo es, muy básicamente, un proceso causal a través del cual un fenómeno particular es generado. Los mecanismos generativos y los fenómenos a ser explicados se ubican en diferentes niveles y la explicación funciona solo en ciertas condiciones contextuales.
Por ejemplo, el fenómeno a ser explicado puede ser la relación contante entre la presión, el volumen y la temperatura de un gas: P.V = T, es decir que P.V/T = constante. Esta representación ilustra la variación de cada factor en función de su relación a los otros dos, pero nada dice sobre los mecanismos que explican la relación observada. La explicación se alcanza solo a través del proceso causal o mecanismo que explica la relación entre temperatura, presión y volumen del gas. En otras palabras, el mecanismo se hallará en los procesos generativos que se ubican en un nivel más bajo y que son postulados por la teoría cinética. La sociología analítica asume que explicar consiste en encontrar los pequeños procesos de generación que dan cuenta de los fenómenos macro-sociales observados, intentando explicitar las condiciones que permiten a los mecanismos funcionar como se hipotetizó.

## Individualismo metodológico e individualismo estructural

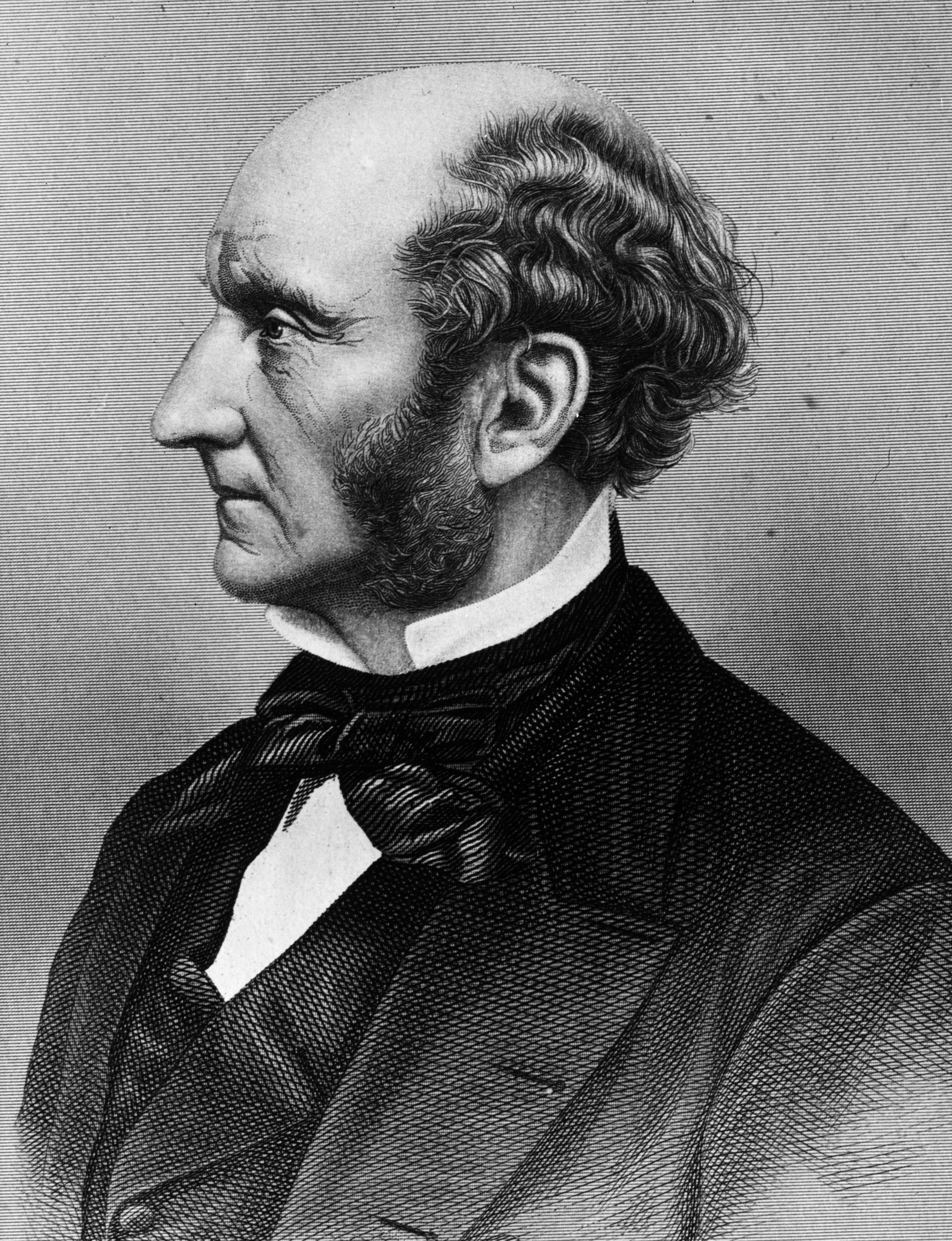
John Stuart Mill, precursor del individualismo metodológico.

Las explicaciones basadas en mecanismos generalmente invocan alguna forma de agente causal que se crea que haya generado la relación entre las entidades observadas. Al referirnos explícitamente a estos mecanismos causales, la relación se vuelve inteligible. En ciencias naturales, los agentes causales se presentan en una variedad de formas, como las reacciones orgánicas en química o la selección natural en biología. Sin embargo, en ciencias sociales, los agentes causales elementales son siempre actores individuales y las explicaciones inteligibles deberían incluir siempre referencias explícitas a las causas y consecuencias de sus acciones. Este principio del individualismo está íntimamente relacionado con el enfoque mecanicista: el entendimiento se ve favorecido al explicitar los mecanismos generativos subyacentes que conectan un estado o evento con otro, y en ciencias sociales las acciones constituyen esta conexión.
Existe una clara conexión entre la tradición del individualismo metodológico y el surgimiento de la sociología analítica. Los críticos de la sociología analítica incluyen a aquellos que son igualmente críticos respecto del individualismo metodológico. Las dos ideas centrales del individualismo metodológico, expresadas primero por John Stuart Mill y Carl Menger y subsecuentemente por Max Weber, pueden ser expresadas de la siguiente manera: en primera lugar, la vida social existe solo en virtud de los actores que la viven; consecuentemente, un hecho social de cualquier tipo debe ser explicado a través de una referencia directa a las acciones de sus componentes. Estas dos proposiciones son de vital importancia para la sociología analítica. La siguiente es una cita de John W. N. Watkins referente al individualismo metodológico:

[…] los componentes ulteriores del mundo social son personas individuales que actúan más o menos adecuadamente según sus disposiciones y comprensión de su situación. Toda situación, institución o evento social complejo es el resultado de una configuración particular de individuos, sus disposiciones, situaciones, creencias, y recursos físicos y ambiente. Podrá haber explicaciones inacabadas o a mitad de camino sobre fenómenos sociales a gran escala (por ejemplo, inflación) en términos de otros fenómenos a gran escala (por ejemplo, pleno empleo); pero no habremos llegado a las explicaciones más profundas de los fenómenos a gran escala hasta que hayamos deducido un relato de ellos a partir de afirmaciones sobre las disposiciones, creencias, recursos e interrelaciones de los individuos.

### Algunas tergiversaciones comunes

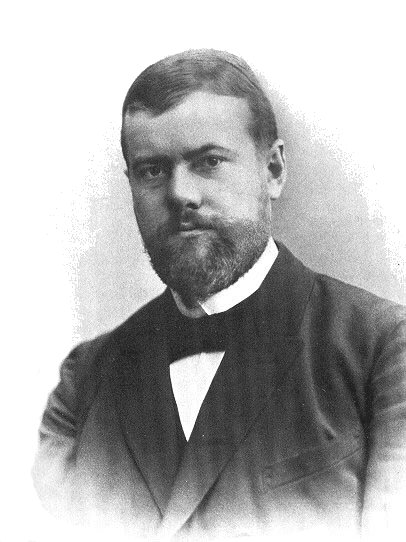
Max Weber, exponente del individualismo metodológico.

Cabe destacar que el uso del individualismo metodológico en sociología difiere en un aspecto importante de la manera en la que es normalmente utilizado en, por ejemplo, economía y psicología: la acción analizada es considerada como un acto llevado a cabo individualmente que afecta el comportamiento de otros. El rechazo a las leyes de nivel macro en la sociología analítica no equivale a una negación de la naturaleza social de los actores. El individualismo metodológico no debería ser visto como un dispositivo atomizante que separa a los actores de su entorno, reduciendo la explicación a rasgos y actores “individuales” y aniquilando consecuentemente cualquier referencia a su entorno. Existe una tendencia a confundir actores individuales con actores disociados. Por el contrario, este entorno debe ser tenido en cuenta a fin de interpretar las acciones “individuales”. Tal como lo expresó George C. Homans:

A menudo los sociólogos no se dan cuenta de que se dedican a dos temas relacionados, pero frecuentemente distinguibles en la investigación empírica. La mayoría se dedica mucho más a uno que al otro; pocos persiguen ambos. El primero, al cual llamaré sociología individualista, concierne al modo en el que los individuos en interacción con otros crean estructuras, y el segundo, al que denominaré sociología estructural, concierne a los efectos que estas estructuras […] tienen sobre el comportamiento de los individuos o categorías de individuos. En las proposiciones empíricas del primero, el comportamiento de los individuos es tratado como un conjunto de variables independientes y las características de las estructuras como un conjunto de variables dependientes. En el segundo el proceso se revierte: las estructuras son tratadas como un conjunto de variables independientes y el comportamiento de los individuos como un conjunto de variables dependientes.

La combinación de estos dos enfoques se denomina “individualismo estructural”. Pierre Demeulenaere sostiene que cualquier intento serio de reflexionar sobre una situación social debería despegarlos ambos. El individualismo estructural es una doctrina metodológica según la cual todos los hechos sociales, su estructura y cambio son en principio explicables en términos de individuos, sus propiedades, acciones y relaciones, y que enfatiza la importancia explicativa de las relaciones y de las estructuras relacionales. El principio explicativo básico detrás del enfoque mecanicista —a saber, que explicaciones apropiadas identifiquen las entidades, actividades y relaciones que conjuntamente producen el resultado colectivo a ser explicado— constituye una forma de individualismo estructural cuando es aplicado a la explicación de hechos sociales.
Una segunda tergiversación común del individualismo metodológico consiste en asumir que es utilitarista, y, relacionado con esto, la fusión del individualismo metodológico con una forma estrecha de teoría de la elección racional. Aunque el individualismo estructural enfatiza la importancia de las explicaciones basadas en la acción, no implica compromiso alguno respecto de cualquier tipo específico de motivo o estado intencional que se asuma para explicar por qué los individuos actúan como actúan. No implica compromiso alguno respecto de cualquier forma de teoría de la elección racional y, en su forma más simple, no hace ninguna referencia a estados mentales o intencionales.

## Causalidad y mecanismos
Existen dos dimensiones referentes a las implicaciones de los mecanismos que no deben ser confundidas. La primera reubica el punto efectivo de las conexiones causales en la explicación de las ciencias sociales en la acción micro-social en vez de en las variables macros-sociales. La segunda discute la verdadera naturaleza de la causalidad y desafía a otras teorías de la causalidad (como la de Carl Hempel) al introducir un significado específico asociado a la idea de mecanismo. Se trata de dos cuestiones diferentes: la primera localiza las relaciones causales reales en la explicación científica social, y la segunda evalúa, desde una perspectiva filosófica, qué es una relación causal en realidad.
El vínculo entre explicación y causalidad surge del intento de responder la pregunta de “por qué” algo ocurre. Al responder este interrogante, nos vemos obligados a presentar patrones causales cada vez que utilizamos el término “porque”. Tal como lo expresó Elster, “toda explicación es una explicación causal. Explicamos un evento citando su causa. Las causas preceden a sus efectos en el tiempo”. En otras palabras se dice que cualquier explicación debería referirse a las conexiones causales entre los elementos. El énfasis en los mecanismos sociales busca proporcionar explicaciones que iluminen dichas conexiones. Un aspecto central del individualismo metodológico es su rechazo a la validez de cadenas causales postuladas entre variables de nivel macro, debido a que las conexiones causales verdaderamente no se dan a este nivel, sino que los motivos reales para cualquier cambio se ubican en la acción humana, la cual es necesariamente un evento micro. Las relaciones causales deberían entonces estar enraizadas en las acciones efectivas claramente responsables por cualquier evento, incluso cuando estas estén restringidas por su entorno y por la manera en la que estén institucionalmente organizadas y “estructuradas”.
Por ejemplo, si una velocidad promedio más elevada encuentra un correlato en número promedio mayor de accidentes en una autopista, puede decirse “metafóricamente” que una velocidad más elevada “causa” un mayor número de accidentes. Pero es obvio que la causalidad relevante involucra automóviles y sus conductores, y es a partir del comportamiento de los conductores y de sus autos que elementos abstractos tales como velocidad promedio y número promedio de accidentes son construidos e interrelacionados. Asimismo, cada accidente implica necesariamente un conjunto complejo de relaciones causales adicionales en la que la velocidad es solo un elemento entre otros. Esto se basa en la noción de que una “velocidad promedio” no tiene efecto causal alguno, mientras que un conductor particular viajando a gran velocidad sí es capaz de desencadenar un accidente.
Demeulenaere argumenta que la idea de que existen leyes directamente aplicables a un nivel macro puede ser refuta fácilmente, debido a que la efectividad del resultado necesariamente nos llevas a enfocarnos en el nivel “activo”, el nivel de la acción. Una implicación general de la noción de “mecanismo” es el desplazamiento del análisis desde el nivel “inactivo” al nivel “activo”, en donde la acción efectiva tiene lugar.
El reconocimiento de la propia existencia de una conexión causal se basa en la admisión de la presencia de una repetición constante de una sucesión de eventos. El problema con las correlaciones entre variables macro es que, por un lado, no tenemos prueba de que se trate de una relación constante ―de modo que no podemos estar seguros de que estemos frente a una auténtica sucesión de eventos―; y, por otro, que sabemos que las variables macro dependen de actores para su realización. En consecuencia, para identificar la conexión causal efectiva necesariamente tendremos que investigar las acciones que forman parte del proceso. Dado que Hempel defendía la necesidad de una sucesión estable de eventos, la interpretación de correlaciones de variables ―contemplada en su modelo deductivo-nomológico― como indicadores de causalidad puede ser criticada en los propios términos de este mismo autor, sin necesidad de hacer referencia a una teoría “generativa.”  Por otro lado, la especificación de un mecanismo sí implica conexiones estables, las que se corresponden con la mencionada sucesión constante de eventos.

## Profundidad causal
Se conoce como profundidad causal a la identificación explícita de los “microcimientos”, o los “engranajes y ruedas” sociales, que contribuyeron a la existencia del hecho social a ser explicado. Los microcimientos fundamentales de la vida social son las acciones y las relaciones. Las acciones son importantes porque todos los objetos de interés sociológico son resultados intencionales o no de acciones individuales. Las acciones individuales están típicamente orientadas hacia otros y, por lo tanto, las relaciones con los otros son de vital importancia al explicar por qué los individuos hacen lo que hacen. Además, las relaciones sociales son esenciales al explicar por qué, actuando como actúan, los individuos causan los efectos sociales que ocasionan. Sin embargo, el hecho de que las relaciones sean importantes para explicar los resultados no significa que sean independientes de los individuos y sus acciones. En principio, todas las estructuras relacionales son explicables como resultados intencionales o no intencionales de las acciones de los individuos.
Tomemos el ejemplo de las cadenas de vacantes para ilustrar lo dicho. El retiro de una persona de la actividad laboral, motivado quizá por su deseo de una vida más ociosa, crea una oportunidad para otros al dejar libre el puesto de trabajo que anteriormente ocupaba. La vacante generada a raíz del retiro de aquel individuo es ocupada por otra persona, cuya razón para aceptar el puesto puede ser conseguir un mayor estatus, ganar un mejor salario o incluso algo tan simple como cambiar de lugar de trabajo, pero esto crea, a su vez, otra vacante en el antiguo trabajo de este individuo. De esta manera, se crean interdependencias sociales fundamentales para explicar la movilidad. Los deseos de los individuos ―retiro, ascenso, estatus o cambio de lugar de trabajo― movilizan el sistema. Sin estas orientaciones, la gente podría quedarse donde está. Pero los “engranajes y ruedas” esenciales no se encuentran únicamente en las intenciones de los actores. La profundidad causal es lograda al reconocer que la acción toma lugar en estructuras sociales que en este caso canalizan las oportunidades de movilidad y así explican por qué observamos lo que observamos.

## Importancia de las teorías de alcance intermedio
Si bien podría parecer obvio que toda teoría social digna de ese nombre debiera ser explicativa, lo cierto es que lo que a menudo se etiqueta como teoría social encaja mejor con la denominación de esquemas conceptuales o sintetizadores y no tanto con la de teoría explicativa propiamente dicha. Gran parte de la teoría social moderna ―como el parsonianismo― tiende a describir en vez de a explicar. En lo que a la teoría sociológica respecta, los sociólogos analíticos sostienen que concentrarse en los mecanismos explicativos sociales permitiría a la teoría sociológica reconectarse con lo que Peter Hedström y Richard Swedberg consideraron la propuesta más prometedora y productiva, a saber, la sociología de alcance intermedio desarrollada por Robert K. Merton y Paul Lazarsfeld en la Universidad de Columbia después de la Segunda Guerra Mundial.
La sociología analítica se inscribe en la tradición mertoniana de la teoría de alcance intermedio, una tradición teórica que se enfoca en una explicación parcial de los fenómenos observados en diferentes ámbitos sociales a través de la identificación de los mecanismos causales esenciales. Algunas de las ideas de Merton se asemejan a lo que hoy en día llamamos individualismo estructural, doctrina íntimamente relacionada con la sociología analítica. Los sociólogos analíticos comparten varios de los supuestos de Merton, a saber su visión de las teorías de alcance intermedio como el tipo de teoría sobre el que la sociología debería concentrarse, su énfasis en la importancia de conectar entre sí los niveles macro y micro y su creencia en el importante rol de la dinámica social endógena.
Como toda teoría explicativa, las teorías de alcance intermedio constan de un explanans, y un explanandum.
La acción de explicar consiste en proveer la información que justifique la afirmación de que un explanans da cuenta de un explanandum. En lo que a las teorías sociológicas analíticas respecta, el vínculo entre el explanans y el explanandum debe expresarse en términos de las entidades y actividades a través de las cuales se cree que se da dicha relación, es decir, en términos de los individuos y sus acciones. Para que una afirmación sea explicativa, no basta con que muestre que propiedades de nivel macro están sistemáticamente relacionadas entre sí, pues también debe manifestarse por qué esto es así, lo cual implica exponer de qué manera los elementos considerados en el explanans pudieron haber provocado el fenómeno comprendido en el explanandum.

### Relaciones entre lo micro y lo macro
Varios comentaristas han argumentado que, en su escepticismo respecto de los sistemas teóricos totalizadores, Merton había desarrollado él mismo una teoría general o sistemática de la sociedad. Estas reconstrucciones del trabajo de Merton coinciden en que la vinculación de lo macro y lo micro constituía una preocupación central para él. Si bien es posible encontrar un marco de este tipo en el trabajo de Merton, este no es una teoría propiamente, sino una orientación general y, como tal, un preludio a la teoría más que teoría en sí mismo.
La orientación general de Merton tiene mucho en común con el enfoque de Coleman, el cual sostiene que todas las teorías sobre "fenómenos macro-sociales” deben tener firmes “micro-cimientos”. Se trata de una forma de individualismo estructural, que difiere del individualismo metodológico tradicional en que enfatiza la importancia explicativa de las estructuras sociales. La idea básica detrás del conocido modelo macro-micro-macro de Coleman es que las explicaciones adecuadas sobre cambios a nivel macro implican mostrar cómo los estados macro influyen en determinado momento sobre el comportamiento de los actores individuales y cómo estas acciones generan nuevos estados macro más tarde. Es decir, en vez de analizar las relaciones entre fenómenos exclusivamente en el nivel macro, uno debería intentar establecer en tres pasos cómo:
1. Los eventos o condiciones a nivel macro afectan al individuo ,
2. El individuo asimila el impacto de estos eventos a nivel macro,
3. Cierta cantidad de individuos, a través de sus acciones e interacciones, generan repercusiones a nivel macro.[29]

Merton proponía que las estructuras sociales condicionaban las acciones de los individuos y que los medios culturales daban forma a sus deseos y creencias (lo macro incidía sobre lo micro), que los individuos elegían los cursos de acción que prefirieran entre las alternativas posibles (micro y micro) y que de estas acciones surgían varios efectos intencionales y no premeditados (lo micro incidía sobre lo macro). La lógica del argumento de Coleman sugiere que cualquier tipo de acción social continua puede ser conceptualizado como una larga cadena de sucesivas transformaciones macro-micro-macro, de las que, en muchos casos, solo las cúspides ―es decir, las facetas macro-macro― son visibles para el investigador, pero en las que la tarea analítica consiste precisamente en explicar esta acción social acumulativa como resultado de un gran número de transiciones macro-micro-macro.

#### Vínculos macro-micro
La noción de Merton de la estructura de oportunidades es central en su análisis de los vínculos macro-micro. La idea fue introducida en 1938 en “Estructura social y anomia”, pero no fue desarrollada completamente hasta la década 1950. Merton emplea el concepto de “oportunidad” en el sentido del acceso de los individuos a los medios para alcanzar sus metas. El concepto relacionado de “estructura de oportunidades” se enfoca en el hecho sociológicamente importante de que existen diferencias en las oportunidades entre los distintos estratos sociales. El término es definido como el “acceso diferencial a las oportunidades entre aquellos ubicados en diversos puntos de la estructura social.”
Aún más que en el trabajo de Merton, el concepto de “oportunidad” es central en la sociología analítica, que interpreta a los individuos tomando sus decisiones en el marco de restricciones y de acuerdo a sus deseos, creencias y oportunidades. Elster ha sugerido un modelo en el que la acción se vea como el resultado de dos procesos de filtración. El primer filtro son las restricciones estructurales, que delimitan el número de acciones “abstractamente” posibles a un conjunto de acciones factibles. Si el conjunto de acciones factibles contiene solo una acción, tendremos un caso de fuerte determinismo situacional, también llamado situación “de una sola salida”. Si el conjunto de oportunidades presenta más de una alternativa, el individuo debe tomar una decisión y es allí donde el segundo filtro entra en juego. Este consiste en un mecanismo que individualiza qué miembro del conjunto de acciones factibles se realizará.
Merton no creía que el fuerte determinismo de la situación como la regla general. Generalmente las acciones de los individuos son restringidas, pero no determinadas, por las estructuras en las que están incrustados. Por lo tanto, los individuos toman decisiones, y, tal como lo destacó Arthur L. Stinchcombe, “el proceso nuclear que Merton considera central en la estructura social es la elección entre alternativas socialmente estructuradas.”
La teoría de la estructura social y la anomia de Merton es un ejemplo de mecanismo de situaciones que conectan lo macro con lo micro social. Es un intento por explicar el comportamiento que se desvía de las normas y valores sociales dominantes. Comienza en el nivel macro con la identificación de las propiedades sociales y culturales que pueden conducir a altos niveles de desviación, especialmente en los estratos sociales bajos. Sin embargo, Merton no se queda en el nivel macro; tampoco considera a la estructura social solo como restrictiva. Dentro de las restricciones hay oportunidades, y esto implica que los individuos toman decisiones, y las preferencias o deseos de los individuos son modelados, al menos en parte, por las normas prevalecientes en la sociedad.
La teoría de la anomia de Merton es parte de su teoría más general de los grupos de referencia. Según la sabiduría sociológica tradicional, la fuente de nuestros deseos, creencia, identidades, autoimágenes, niveles de satisfacción, etcétera se encuentra en otras personas. Somos influidos por otros y tendemos a comparar nuestra propia situación con la de ellos. El punto de partida de los escritos de Merton sobre los grupos de referencia es la idea de la privación relativa tal como fue descrita por Samuel A. Stouffer y otros en The American Soldier. Esta obra es famosa por haber mostrado que los soldados con bajas oportunidades de ascenso tenían una opinión más favorable hacia esas oportunidades que los soldados con altas oportunidades de promoción. Pertenecer a un grupo con altas oportunidades de ascenso origina esperanzas excesivas e incrementa el riesgo de que queden truncadas. Esto demuestra que una propiedad macro, las probabilidades de promoción, influyen sobre propiedades de nivel micro tales como sentimientos y acciones individuales, y de esta manera constituye un vínculo entre lo macro y lo micro.

#### Vínculos micro-macro
Las vínculos micro-macro refieren a las relaciones entre las acciones individuales y los de resultados colectivos que estas acciones acarrean. Merton trató este tema por primera vez en su ensayo "Las consecuencias imprevistas de la acción social intencional " (The Unanticipated Consequences of Purposive Social Action, 1936). Este ensayo contiene numerosas ideas básicas para el entendimiento de los vínculos micro-macro y en él Merton analiza un proceso importante e identifica varias condiciones que propiciarían desenlaces con consecuencias imprevistas.
Merton comenzó diferenciando comportamiento involuntario y acción significativa. Gilbert Ryle introdujo la siguiente analogía para ilustrar esta distinción: cuando una persona parpadea en respuesta a una contracción muscular espontánea, se trata de un comportamiento involuntario, pero si contrae sus párpados intencionalmente para indicar algo a otra persona, estamos frente a una acción significativa. En todo caso, la diferencia estriba en si lo que se hace es o no intencional.
Dentro de las acciones significativas, pueden identificarse acciones racionales y acciones intencionales pero no estrictamente racionales. Merton entendía que “no debe inferirse que una acción significativa implica la ‘racionalidad’ de la acción humana (que la persona siempre emplea los fines objetivamente más adecuados para la consecución de sus fines).” “Tanto sostener que la acción interesada de hecho implica necesariamente un cálculo racional de los elementos de la situación como negar a la racionalidad toda influencia sobre dicha conducta son suposiciones falaces.”
Las acciones intencionales pero no estrictamente racionales pueden desembocar en consecuencias anticipadas o en consecuencias imprevistas. Debido a que el analista no puede conocer a ciencia cierta el propósito que motiva la acción de otro individuo, se le dificulta distinguir entre los dos tipos de consecuencias. Sin embargo, Merton no creía que estas dificultades fueran insuperables:

En última instancia, la prueba final es esta: ¿“tiene sentido” la yuxtaposición de la acción evidente, nuestro conocimiento general del actor o los actores y la situación específica y el propósito inferido o declarado, hay entre estos, como Weber lo diría, un ‘verständliche Sinnzummenhang’? Si el analista somete conscientemente estos elementos a dicha prueba, existe una probabilidad sustancial de que su conclusión con respecto al propósito no esté muy lejos en la mayoría de los casos.

La última serie de distinciones concierne a las causas o razones que llevan a que una acción no tenga como resultado los efectos que la motivaron. Merton distingue cuatro razones o categorías diferentes:
1. Ignorancia y error, incluyó la mera ignorancia por parte del individuo actuante así como también lo estocástico.
2. Complejidad, que comprende elementos ambientales que complejizan la evaluación de las consecuencias probables y que hacen que estas consuman mucho tiempo: es un comportamiento manifiestamente antieconómico imbuirnos en intentos de obtener conocimiento para predecir los resultados de una acción hasta tal punto que prácticamente no tengamos tiempo o energía para otros asuntos. El hecho de que la toma de decisiones sea costosa en términos de tiempo y energía significa que los individuos a menudo actúan sobre la base de información imperfecta y, en consecuencia, sus acciones frecuentemente producen resultados inesperados.
3. Miopía, “imperiosa urgencia del interés”, trae consigo consecuencias inesperadas porque el individuo está demasiado preocupado en “las consecuencias inmediatas previstas” para tener en cuenta “otras consecuencias del mismo acto.”[36]
4. ilusiones, o cumplimiento de deseos,[nota 9] como lo llamó Merton, que conducen a “una distorsión de la situación objetiva y de los cursos futuros probables de los eventos; esta acción basada en condiciones ‘imaginarias’ debe evocar invariablemente consecuencias inesperadas.”[36]

De esta manera, Merton identifica una gama de factores que distancian las intenciones individuales y los resultados reales de sus acciones. Solo basando lo macro en las acciones significativas de los individuos es posible comprender por qué observamos los desenlaces a nivel macro que percibimos.

### Dinámica social
Los procesos sociales se despliegan a lo largo del tiempo y, particularmente cuando las acciones de los individuos dependen en parte de lo que otros hacen, diferencias pequeñas y aparentemente sin importancia pueden influir sobre el desarrollo de maneras inesperadas. En esas situaciones, es necesario contar con una teoría que permita un análisis explícito de la dinámica probable.
En algunas de sus formulaciones más influyentes, como en sus teorías de la profecía autocumplida y del efecto Mateo, Merton analizó la dinámica social vinculando sucesivamente los niveles macro y micro entre sí. No solo identificó los mecanismos estáticos de la maquinaria causal, sino que también analizó la dinámica que la maquinaria social probablemente originara. Además de ser teorías importantes por derecho propio, constituyen íconos ideales de lo que una teoría sociológica analítica debería ser.
La idea básica de la teoría de la profecía autocumplida de Merton es el teorema de Thomas: “Si las personas definen las situaciones como reales, estas son reales en sus consecuencias.” Las profecías autocumplidas suelen surgir en situaciones caracterizadas por la incertidumbre y son relevantes en la explicación de una gama de diferentes tipos de fenómenos. El denominador común en todos estos casos es que los individuos erróneamente piensan que sus creencias concuerdan con la realidad cuando lo cierto es que son estas creencias las que construyen una realidad que se adecue a ellas mismas. Merton se enfocó en el proceso a través del cual una creencia inicialmente falsa evoca un comportamiento que eventualmente convierte en realidad a esa creencia falsa. Pone como ejemplo la retirada masiva de fondos de un banco a partir de rumores de insolvencia que se esparcen progresivamente y la relación de retroalimentación entre ambos elementos. Una vez que el rumor comienza, es probable que algunos de los clientes retiren sus fondos. Este comportamiento fortalece la creencia de otros de que el banco se encuentra en dificultades financieras, en parte porque las extracciones pueden afectar realmente el estado financiero del banco, pero principalmente porque el acto de retirar sus ahorros en sí mismo señala a los otros que algo podría andar mal en el banco. Esto lleva, a su vez, a que más personas extraigan su dinero, lo cual contribuye a que el rumor se difunda aún más, y así sucesivamente. A través de este mecanismo, incluso un banco inicialmente sólido podría ir a la bancarrota si una gran cantidad de ahorristas retiran su dinero debido a la creencia inicialmente falsa de que el banco es insolvente.
El nombre de la teoría del efecto Mateo tiene su origen en el Evangelio de Mateo, que en versículo 29 del capítulo 25 dice lo siguiente:

[…] a todo el que tiene, se le dará y le sobrará; pero al que no tiene, aun lo que tiene se le quitará.

La teoría del efecto Mateo tiene mucho en común con la de la profecía autocumplida y refiere al proceso de ventaja acumulativa, que hace al rico más rico y al pobre más pobre. La teoría del efecto Mateo ha sido empleada para explicar la distribución de las recompensas y el prestigio en el marco de la ciencia, y, tal como lo detalló Zuckerman,

el efecto Mateo amplifica procesos de acumulación de ventajas y desventajas. Intensifica la extensión de la inequidad en la reputación de los científicos y la influencia de su trabajo. En los casos de ventaja y desventaja acumulativas, las inequidades derivan, al menos en parte, de las diferencias reales en la extensión de las contribuciones, diferencias que hacen parecer al sistema de recompensas como efectivo y justo. En el caso particular del efecto Mateo, sin embargo, estas diferencias derivan principalmente de juicios que los científicos se forman, que están configurados por la experiencia previa y las características de los sistemas de estratificación y comunicación de la ciencia, ambos desvinculados de la información fidedigna sobre el alcance y la calidad de las contribuciones de varios científicos involucrados en estos eventos asociados.

Este mecanismo está considerablemente generalizado y ha sido utilizado en una gama de otros ámbitos. Las nociones del efecto Mateo y de la profecía autocumplida están ineludiblemente vinculadas a la teoría de las jerarquías de estatus de Roger V. Gould. Según Gould, las diferenciaciones jerárquicas observadas en la mayoría de los grupos puede ser parcialmente explicada por la naturaleza social del estatus: conferimos un determinado nivel de estatus o respetabilidad a alguien debido al estatus o respetabilidad que otros confieren a esta misma persona. Los gestos que hacemos y que denotan nuestro respeto guían a los otros en la formación de sus propios juicios, y “la incertidumbre y la subjetividad inherentes a juicios cualitativos dan origen a un proceso que se refuerza a sí mismo en el que la adhesión colectiva a valoraciones socialmente configuradas reproduce y de esta manera convalida esas mismas valoraciones.”

Como un subproducto no deseado, la naturaleza autorreforzadora de procesos del tipo del efecto Mateo produce una distribución altamente sesgada del éxito a menos que en contraposición haya otros procesos compensatorios. Gould sugiere un mecanismo general basado en la reciprocidad que probablemente modere el impacto distribucional del efecto Mateo:
Alguien que te presta menos atención a ti de la que tú le prestas a él afirma implícitamente que él es superior a ti en estatus. Si no respondes retirando tu atención sobre él, has consentido implícitamente. […] Existe entonces una tensión entre el carácter de las atribuciones de estatus que se reproduce a sí mismo y el deseo de las personas de sus atribuciones sean correspondidas: cuanto más fielmente sigas la categorización existente del estatus al distribuir tus atribuciones, más probable es que tus expresiones de estima hacia individuos de alto rango sean asimétricas.
Las teorías de la profecía autocumplida y del efecto Mateo comparten varias características básicas: 
1. refieren a procesos dinámicos que operan en contextos de gran incertidumbre;
2. los resultados colectivos son no deseados por los individuos que los producen;
3. las interacciones sociales entre los individuos conducen los procesos; y
4. los procesos son endógenos y se refuerzan a sí mismos. Sin embargo, difieren una de la otra en un aspecto fundamental: mientras que la primera se basa en las creencias, la segunda se centra en las oportunidades.[28]

La profecía autocumplida presenta el siguiente patrón argumentativo general: las creencias de una o varias personas las llevan a decidir realizar determinada acción; sus acciones influyen sobre mis creencias sobre la importancia de ejecutar esa misma acción de manera tal que yo también terminó decidiendo actuar de la misma forma; y mis acciones a su vez refuerzan la creencia de otros respecto del valor de llevar a cabo la acción considerada. El efecto Mateo se yergue sobre un patrón argumentativo ligeramente diferente: yo realizó una determinada acción de manera tal que excedo lo que normalmente se esperaría; esto influye sobre las creencias y acciones de otros de tal modo que mis oportunidades para un desempeño excelente aumentan. En el contexto de la distribución de recompensas en ciencia, Merton manifestó que la idea primaria detrás de este ciclo centrado en la oportunidad que se refuerza constantemente a sí mismo es la siguiente:

Cuando el desempeño científico de los individuos está a la altura de o excede notablemente los estándares de una institución o disciplina particular ―sin importar si se trata de un asunto de habilidad o de suerte― allí comienza un proceso de ventaja acumulativa en el que esos individuos tienden a adquirir oportunidades cada vez mayores para desarrollar aún más su trabajo (y recibir las recompensas que lo acompañan).

Estas teorías son íconos de la sociología analítica porque son claras y simples, están basadas en la acción, integran dinámicamente los fenómenos de los niveles micro y macro y son los suficientemente generales para ser aplicables a una gama de diferentes ámbitos. Aunque son generales, es importante subrayar que están diseñadas para explicar aspectos delimitados de lo social.